# Anna van der Breggen
Anna van der Breggen (født 18. april 1990) er en nederlandsk forhenværende landevejscykelrytter. Hun er en af de mest succesfulde kvindelige landevejsryttere fra sidste halvdel af 2010'erne med en lang række sejre, herunder OL- og VM-guld.
I 2015 vandt van der Breggen bronze i linjeløbet ved de første Europæiske Lege og blev hædret med Gerrit Schulte Trophy som den bedste nederlandske cykelrytter samme år.
Breggen vandt guld i kvindernes linjeløb ved sommer-OL 2016 i Rio. Hun kørte i en gruppe sammen med svenske Emma Johansson (sølv) og italienske Elisa Longo Borghini (bronze), der indhentede den førende amerikaner Mare Abbott få meter før målstregen, og Breggen var derpå hurtigst i spurten. Ved samme OL vandt hun bronze i enkeltstarten, hvor hun med tiden 44.37,80 minutter var mere end 13 sekunder efter den amerikanske guldvinder Kristin Armstrong og næsten seks sekunder efter russeren Olga Zabelinskaja på andenpladsen.
Herudover har Breggen vundet Giro Rosa tre gange (2015, 2017 og 2020), VM-guld i linjeløb i 2018 og 2020 samt sølv 2015 og 2019. Dertil kommer VM-guld i enkeltstart i 2020 og -sølv i samme disciplin 2015, 2017, 2018 og 2019 samt en række andre etape- og enkeltdagsløb. Hun har således vundet La Flèche Wallonne Féminine fra 2015 og foreløbig frem til og med 2020.